# 尚钦藏
尚钦藏（?—?），唐代吐蕃赤德祖赞时大臣。
开元二年（714年）尚钦藏的同僚坌达延上书唐朝宰相姚崇，请于河源载盟文定边境，被唐朝认可。六月十一日，吐蕃赞普派遣宰相尚钦藏入朝进献两国的盟书。没有定盟，坌达延率兵十万袭临洮，攻兰州、渭州，激怒唐玄宗。在武街之战被唐朝陇右防御使薛讷、将军王晙等部率军击败。